# 奥野政次郎
奥野 政次郎（おくの まさじろう、1876年（明治9年）3月 - 没年不明）は、日本の農民、実業家。

## 人物
島根県・奥野周義の二男。1912年、家督を相続する。農業を営む。島根県種苗社長、島根県農会副会長、能義郡農会長、米子銀行取締役、奨恵銀行監査役などをつとめる。
趣味は農耕。宗教は曹洞宗。住所は島根県能義郡母里村大字西母里（のち伯太町、現安来市）。

## 家族・親族
奥野家
- 妻・としこ（1885年 - ?、鳥取、野坂茂三郎の長女）[3]
- 二男・酉二（1909年 - ?）[1][3][4]
  - 同妻・正代（1912年 - ?、島根、奥野省吾の姉）[1][3][4]
- 三男[4]
- 女[3]
- 長女[3][4]
- 孫[1][3]

親戚
- 岳父・野坂茂三郎[2]（油屋、呉服商、人参製造、米綿仲買商、中国貯蓄銀行頭取、衆議院議員）
- 妻の弟・野坂寛治（鳥取県米子市長）